# Austrodecus enzoi
Austrodecus enzoi is een zeespin uit de familie Austrodecidae. De soort behoort tot het geslacht Austrodecus. Austrodecus enzoi werd in 1971 voor het eerst wetenschappelijk beschreven door Clark. 